# Venanzio Ortis
Venanzio Ortis (Italia, 29 de enero de 1955) es un atleta italiano retirado especializado en la prueba de 5000 m, en la que consiguió ser campeón europeo en 1978.

## Carrera deportiva
En el Campeonato Europeo de Atletismo de 1978 ganó la medalla de oro en los 5000 metros, con un tiempo de 13:28.57 segundos, llegando a meta por delante del suizo Markus Ryffel y del soviético Aleksandr Fedotkin, ambos empatados con la plata. También ganó la plata en los 10000 metros, con un tiempo de 27:31.48 s, tras el finlandés Martti Vainio y por delante del soviético Aleksandras Antipovas (bronce).